# Odontocarya acuparata
Odontocarya acuparata är en tvåhjärtbladig växtart som beskrevs av John Miers. Odontocarya acuparata ingår i släktet Odontocarya och familjen Menispermaceae. Inga underarter finns listade i Catalogue of Life.